# Livkompaniet, Östgöta kavalleriregemente
Livkompaniet var ett kavalleri-kompani från 1600-talet fram till 1900-talet. Kompaniet tillhörde Andra livgrenadjärregementet.

## Socknar
Kompaniet bestod av soldater från följande socknar: Jonsbergs socken 3 soldater, Häradshammars socken 6 soldater, Kvarsebo socken 1 soldat,  Östra Husby socken 4 soldater, Kuddby socken 1 soldat, Konungsunds socken 1 soldater, Tåby socken 6 soldater, Å socken 1 soldat, Östra Ny socken 2 soldater, Rönö socken 1 soldat, Skällviks socken 2 soldater, Ringarums socken 3 soldater, Börrums socken 2 soldater, Mogata socken 7 soldater, Skönberga socken 6, Drothems socken 8 soldater, Västra Husby socken 5 soldater, Sankt Johannes socken 4 soldater, Tingstads socken 13 soldater, Styrestads socken 9 soldater, Furingstads socken 6 soldater, Dagsbergs socken 8 soldater, Krokeks socken 2 soldater, Kvillinge socken 9 soldater, Simonstorps socken 1 soldat, Östra Eneby socken 9 soldater, Borg och Löts socken 2 soldater, Skedevi socken 2 soldater, Regna socken 1 soldat, tillsammans 125 soldater.